# Schreiner Airways
Schreiner Airways war eine niederländische Fluggesellschaft mit Sitz in Hoofddorp und Basis auf dem Flughafen Amsterdam Schiphol.

## Geschichte
Die Fluggesellschaft wurde ursprünglich 1945 von Bob Schreiner als N.V. Luchtfoto Nederlands gegründet, die 1957 in  Schreiner Aero Contractors umbenannt und schließlich 1964 zu Schreiner Airways wurde. Ab 1964 war auch der Flughafen Amsterdam Schiphol Heimatbasis.
Im Jahr 1960 wurde Aero Taxi Rotterdam gegründet, das zwischen  Rotterdam, Groningen, Amsterdam und Hamburg verkehrte.
Hauptgeschäftsfeld war damals Zubringerflüge für Ölfirmen. Dazu wurde auch Aero Contractors of Nigeria gegründet, die Shuttleflüge zwischen Ölplattformen und dem Festland durchführte und 1976 mehrheitlich in nigerianischen Besitz überging.
Im Jahr 1968 wurde die National School of Aviation gekauft und in Nationale Luchtvaart School umfirmiert.
Die 1989 gemeinsam mit Zimex Aviation aufgebaute Frachtabteilung namens Air Cargo Europe wurde in  Schreiner Airways Cargo umbenannt und bestand bis 2001.
Das Unternehmen meldete 2005 Insolvenz an, wurde von CHC Helicopters übernommen und in CHC Airways umbenannt, weshalb Hubschrauber unter Codesharing geflogen wurden.

## Flotte

### Flotte bei Betriebseinstellung

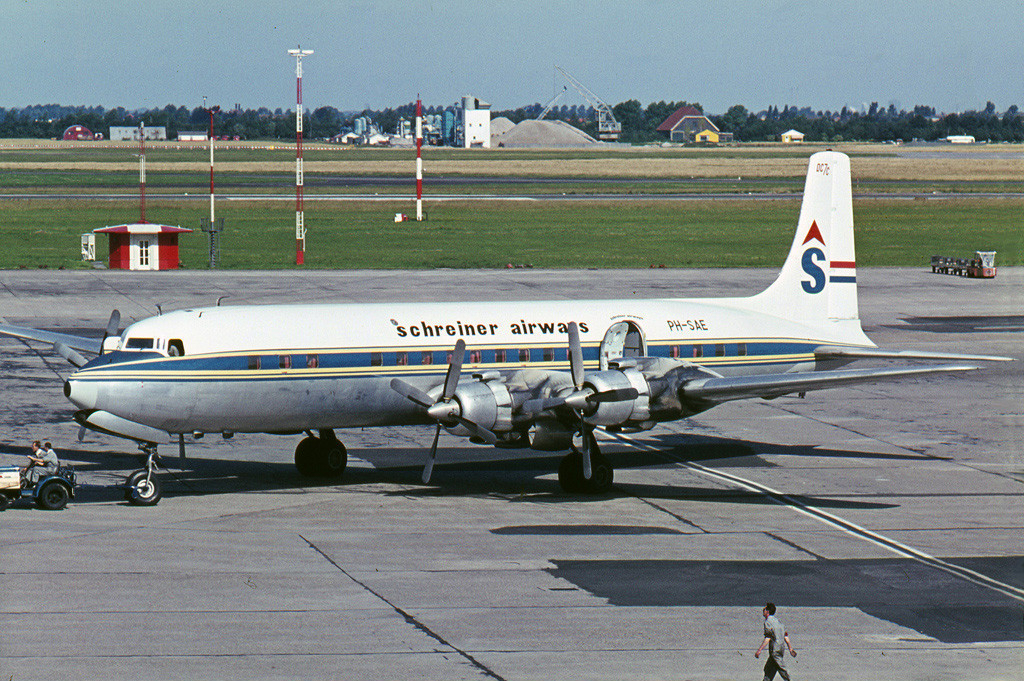
Douglas DC-7 der Schreiner Airways, Amsterdam 1965

Die Flotte bestand aus:
| Flugzeugtyp            | Anzahl | Sitzplätze | Bemerkung                        |
| ---------------------- | ------ | ---------- | -------------------------------- |
| ATR 72                 | 2      | 72         |                                  |
| Airbus A300            | 3      | Cargo      | Schreiner Airways Cargo bis 2001 |
| De Havilland DHC-8-100 | 3      | 40         |                                  |
| De Havilland DHC-8-300 | 12     | 56         |                                  |
| Fokker F50/F60         | 1      | 60         |                                  |
| Gesamt                 | 21     |            |                                  |

### Zuvor eingesetzte Flugzeuge
Schreiner Airways hatte auch 55 kleinere Flugzeuge (Piper und Beechcraft) sowie 38 Hubschrauber der verschiedensten Hersteller und Serien im Bestand.
Detaillierte Angabe bei aerobernie.bplaced.net.
- Douglas DC-7

## Flugunfälle
Am 7. Februar 1966 prallte eine Fokker F-27 der Schreiner Airways (PH-SAB), die im Auftrag der Indian Airlines auf einem Inlandslinienflug eingesetzt wurde, nach einem Navigationsfehler nahe Srinagar (Indien) gegen einen Berg. Alle 37 Personen an Bord kamen ums Leben.